# 朗多尼亚州
朗多尼亚州（葡萄牙語：Rondônia，IPA：xõ.'dõ.ni.a）是巴西的一個州，位於西北部亞馬遜森林區，與玻利維亞及阿克里州、亚马孙州、马托格罗索州接壤。面積237,576平方公里，2005年人口1,537,072人。首府韋柳港。
州名紀念巴西探險家坎迪多·龍東（Cândido Rondon）。